# نادي صباح (ماليزيا)
نادي صباح هو نادي كرة قدم ماليزي يلعب في دوري السوبر الماليزي،تأسس النادي في 1950.